# خوسيه بروكا
كان خوسيه بروكا (البروفيسور خوسيه بروكا رامون، منذ عام 1891 وحتى عام 1950) ناشطًا سلاميًا وإنسانيًا خلال الحرب الأهلية الإسبانية. تحالف بروكا مع أعضاء الجبهة الجمهورية، لكنه سعى للتوصل إلى طرق غير عنيفة لمقاومة المتمردين من الجبهة القومية.
وُلد لأب إيطالي وأم إسبانية، في ألمرية في إقليم أندلسية في عام 1891. كان والده –الذي ينحدر من ميلانو- القنصل الإيطالي الموجود في إسبانيا. 

## تاريخ منسي
كان منظور معظم الناس حول الحرب الأهلية الإسبانية هو أحد «جانبين» متجانسين: حرب الجمهوريين ضد القوميين. لم يكن الأمر بهذه البساطة في الواقع، إذ كان هناك العديد من الفصائل والمجموعات الفرعية داخل كل من المجموعات الرئيسية المتنازعة، على الرغم من تقويض القضية الجمهورية بشكل أكثر خطورة بسبب الصراعات الداخلية على السلطة. تجاهل مؤرخو التيار السائد ما سبق بشكل كامل تقريبًا، وبرز أيضًا عنصر السلامية بشكل واضح في تلك الفترة، ونُسي عمل المساعدة الإسبانية لمنظمة وور ريزيستيرس إنترناشونال (WRI) في التاريخ الشعبي بشكل تام، في حين تجاهله الأكاديميون. وبالمثل -وربما بشكل قطعي- يُعتبر توثيق تاريخ المساعدة العسكرية -خاصةً من خلال الألوية الدولية- أفضل بكثير مما ساهم به الأشخاص المتفانين في مفهوم اللاعنف والمبادرات المدنية، وما نسميه اليوم بالمنظمات غير الحكومية. 

## أطفال حرب
كانت بلدة براتس دي مولو لا بريستي الكاتالونية الفرنسية (القريبة من بيربينيا) في جبال البرانس مأوىً خلال الحرب، ومولت منظمة وور ريسيستيرس إنترناشونال هذا الملجأ، وأداره البروفيسور بروكا وزوجته. كانت هيليو وإيرما وأولغا موجودات هناك أيضًا لبعض الوقت، ولكن أُرسلن بعد ذلك -برعاية شقيقة بروكا- للبقاء مع المتعاطفين في روان، حتى استدعت هزيمة فرنسا واحتلالها خلال الحرب العالمية الثانية هروبهم من النورماندي إلى الجنوب.
ضم مأوى براتس دي مولو الأطفال المنفصلين عن عائلاتهم والأيتام والأرامل الذين فروا من إسبانيا؛ وفقًا لهنتر (1939)، لم يقل عدد المقيمين في المأوى عن نحو 40 شخص في أي وقت، وكانت رعاية أي شخص إضافي دائمًا أولوية مقابل شراء أي من «الكماليات» الصغيرة. أصبح البروفيسور بروكا خلال فترة وجوده في المأوى خبيرًا في العثور على الطرق في جبال البرانس، وعبَر الحدود عدة مرات أثناء مهامه المختلفة في كلا الاتجاهين. أصبح المأوى لاحقًا جزءًا من «سكة حديد تحت الأرض» (أجيري، أبريل 1996).
وفقا لبينيت (2003)، لم يُعجب بروكا بدور الأيتام التقليدية ومؤسسات الأطفال، والتي كانت تشبه السجون. قبل الحرب، فقدم هو وأمبارو بوتش خطةً لوزارة الصحة في الحكومة الجمهورية مفادها إنشاء «منازل» قادرة على إيواء خمسة وعشرين طفلاً في رعاية والدين بديلين. غالبًا ما زاد عدد الأطفال عن العدد المذكور في الخطة في ظل ظروف الحرب، لكن سجل بينيت أن بروكا قد ساعد 500 طفل على الاستقرار في المكسيك، بالإضافة إلى إنشاء العديد من مستوطنات الأطفال في جنوب فرنسا بدعم من منظمة وور ريسيستيرس إنترناشونال. يوجد أدلة في أوراق ساير (مجموعة السلام الخاصة بكلية سوارثمور) تثبت عدم استبعاد بروكا للأيتام أو الأطفال الذين ينحدرون من عائلة قومية، على الرغم من انحدار غالبية الأطفال من عائلات جمهورية.